# Saint-Paul-en-Jarez
Saint-Paul-en-Jarez è un comune francese di 4 231 abitanti situato nel dipartimento della Loira della regione dell'Alvernia-Rodano-Alpi.

## Società

### Evoluzione demografica
Abitanti censiti